# 万韦尔
万韦尔是德国巴登-符腾堡州的一个市镇。总面积5.34平方公里，总人口5213人，其中男性2558人，女性2655人（2011年12月31日），人口密度976人/平方公里。

## 友好城市
- 法國 马布利